# Robert Moog
Robert Arthur Moog (Nova Iorque, 23 de maio de 1934 — Asheville, 21 de agosto de 2005) foi um inventor, músico e engenheiro norte-americano que, junto com o compositor Herbert Deutsch, inventou o sintetizador Moog, apresentado em um congresso em 1964. No dia 23 de maio de 2012 o Google fez um doodle especial com seu instrumento.

## História
Criou a empresa R. A. Moog Inc., na qual foram produzidos os primeiros sintetizadores comercializados, que foram utilizados por artistas como Wendy Carlos (no disco Switched-On Bach e na trilha sonora de Laranja Mecânica), Beatles, The Doors e pelo grupo de rock progressivo Emerson, Lake & Palmer, pelo tecladista Keith Emerson. Lançou posteriormente o Minimoog, o mais vendido da empresa em todos os tempos. Robert vendeu a companhia em 1972. A nova empresa teve o nome alterado para Moog Music Inc e permaneceu lançando célebres instrumentos como o Moog Taurus, um sintetizador para ser tocado com os pés, para ser utilizado como um contrabaixo, o Vocoder (ligado a um microfone, permitia alteração na voz), o Polymoog, de 1976, polifônico e que vinha com sons gravados de fábrica, e o Moog Liberation, teclado que permitia ser colocado no usuário como uma guitarra, além do Memorymoog, que permitia a gravação de sons pelo tecladista.

### Oficiais
- Bob Moog — Pagina Oficial.
- Moog Music — Pagina Oficial.
- The Bob Moog Memorial Foundation for Electronic Music

### Informações
- Robert Moog (em inglês) no AllMusic
- Robert Moog (em inglês) no Discogs
- Robert Moog. no IMDb.

### Reportagens e artigos
- Moog Archives - história ilustrada da Moog Music.
- MoogFest — festival celebrado em homenagem a Moog.
- Vintage Synth Explorer
- Bob Moog's links no site ThereminVox
- The Moog Taurus Bass Pedals, the Minimoog and the Moog Prodigy
- Pictures of Bob Moog
- Sound samples from the Moog Modular no site BlueDistortion.com
- História do Sintetizador

### Entrevistas
- NIME-04 — International Conference on New Interfaces for Musical Expression

### Tributos
- Bob Moog Guestbook no site CaringBridge.
- Switched On and Ready To Rumble do The New York Times
- A Tribute To Robert Moog - álbum tributo no Discogs
- Waves of Inspiration: The Legacy of Moog, Exposição em Museo.
- We Will Miss You, Bob Moog do site BlueDistortion.com

#### Obituários
- /  na BBC News
- na CNN
- no Los Angeles Times
- no The Economist
- no The Times